# Net-SNMP
Net-SNMP – pakiet oprogramowania umożliwiający wykorzystanie protokołu SNMP (w wersjach v1, v2c oraz v3). W skład pakietu wchodzi biblioteka programistyczna, agent, zestaw aplikacji klienckich oraz moduły implementujące bibliotekę w językach Perl oraz Python. Pakiet jest rozpowszechniany na licencji BSD.